# きみという未来
「きみという未来」（きみというみらい）は、Remiのシングル。2012年10月24日にマーベラスAQLから発売された。

## 概要
2012年10月27日公開のアニメーション映画『映画 スマイルプリキュア! 絵本の中はみんなチグハグ!』のテーマソング。プリキュアシリーズのBGMでコーラスとして参加し、前年公開の『映画 スイートプリキュア♪ とりもどせ! 心がつなぐ奇跡のメロディ♪』でも劇中歌を歌ったRemiがボーカルを担当している。
作曲者の高梨康治はこの曲をBGMよりも先行して作ったと語っており、「やさしさと楽しさ」というテーマでテンポ感やリズムのイメージを聞いた上で、これまでのシリーズで作ったような8ビート主体ではなく、「はねたリズムのポップス」というシリーズで初めて挑戦する曲調の歌を作成した。Remiは「力が抜けていていい曲」と感想を述べたといい、高梨自身もこれまでかっこいい曲やパワーのある曲を書くことに集中していたため「力を抜く」という感覚が分からず、この曲で「肩の力を抜くのはこういう感覚だったのか。勉強になったと思った」と語っている。
カップリング曲には『スマイルプリキュア!』で使用されている主題歌『Let's go! スマイルプリキュア!』『イェイ!イェイ!イェイ!』『満開*スマイル!』の3曲によるメドレーを収録、主題歌担当歌手の池田彩と吉田仁美によるデュエットで歌われている。

## 収録曲
1. きみという未来
作詞：六ツ見純代、作・編曲：高梨康治、歌：Remi
東映系アニメ映画『映画 スマイルプリキュア! 絵本の中はみんなチグハグ!』テーマソング
2. スマイルプリキュア! メドレー
編曲：斎藤悠弥、歌：池田彩、吉田仁美
  1. Let's go! スマイルプリキュア!
作詞：六ツ見純代 作曲：高取ヒデアキ
  2. イェイ! イェイ! イェイ!
作詞：実ノ里 作曲：高取ヒデアキ
  3. 満開＊スマイル！
作詞：六ツ見純代 作曲：高取ヒデアキ
3. きみという未来（オリジナル・カラオケ）
4. スマイルプリキュア! メドレー（オリジナル・カラオケ）